# Grammangis
Grammangis is een geslacht van twee soorten orchideeën uit de onderfamilie Epidendroideae.
Het zijn epifytische planten die voorkomen langs rivieren in kustregenwouden en die endemisch zijn op Madagaskar.

## Naamgeving enetymologie
De botanische naam Grammangis is afkomstig van Oudgrieks γράμμα, gramma (letter) en ἄγγος, aggos (vat), zonder duidelijke verklaring.

## Kenmerken
Grammangis-soorten zijn grote, groenblijvende epifytische planten met vierzijdige, spoelvormige pseudobulben omhuld door bladscheden en drie tot vijf waaiervormig geplaatste, afgerond elliptisch bladeren. De tot 90 cm lange, overhangende bloemstengel ontstaat aan de basis van de nieuwe pseudobulb en draagt een vertakte ijlbloemige bloemtros met tientallen wasachtige, welriekende en langlevende bloemen.

## Taxonomie
Het geslacht omvat twee soorten. De typesoort is Grammangis ellisii.

### Soortenlijst
- Grammangis ellisii (Lindl.) Rchb.f. (1860)
- Grammangis spectabilis Bosser & Morat (1969)